# Hassepriset
Hassepriset är ett svenskt kulturpris instiftat av Helsingborgs Dagblad 2023. Priset är uppkallat efter Hans Alfredson och delas årligen ut till en person som gjort en kulturgärning i Alfredsons humanistiska anda. Prissumman är på 50 000 svenska kronor. Priset uppmärksammar Hans Alfredson humanistiska värv, snarare än hans humoristiska.
När Helsingborgs Dagblad annonserade priset beskrev de det med orden "För en kulturgärning i Hans Alfredsons humanistiska anda. Priset hyllar minnet av en älskad allkonstnär som växte upp i Helsingborg. Föräldrarnas antinazism och sociala engagemang löpte som en röd tråd genom Hans Alfredsons livsverk. Från en ömsint blick på våra inre Lindemän till ett spirituellt motstånd mot världens alla fabrikör Höglund. Priset på 50 000 kronor delas ut i det Helsingborg som Hans Alfredson har odödliggjort i den svenska litteraturen."

## Pristagare
- 2023 – Uje Brandelius[2]
- 2024 – Gabriela Pichler[3]
- 2025 – Thomas Öberg[4]